# Roderic Dallas
Roderic Stanley (Stan) Dallas (30 de julho de 1891 - 1 de junho de 1918) foi um ás de caça australiano da Primeira Guerra Mundial. Sua pontuação de vitórias aéreas é geralmente considerada a segunda maior por um australiano, depois de Robert Little, mas há uma disputa considerável sobre o total exato de Dallas. Embora sua pontuação oficial seja geralmente dada como 39, as análises por reivindicação listam apenas 32, e outras pesquisas atribuem a ele mais de 50, em comparação com a contagem oficial de Little de 47. Além de seu recorde pessoal de combate, Dallas alcançou sucesso como líder de esquadrão, tanto no ar quanto no solo. Ele também foi um estrategista influente e piloto de testes. Seu serviço abrangeu quase toda a aviação de caça da Primeira Guerra Mundial.
Dallas ingressou na Milícia de Port Curtis em 1913 e foi comissionado como tenente antes da eclosão da Primeira Guerra Mundial. Acreditando que tinha poucas chances de ganhar um lugar no recém-criado Australian Flying Corps, ele se inscreveu para ingressar no British Royal Flying Corps (RFC), mas foi rejeitado. Destemido, ele viajou de Queensland para Melbourne, onde impressionou o Ministro J.A. Jensen. Jensen entregou ao jovem aspirante uma carta de apresentação ao Alto Comissário Australiano em Londres, Sir George Reid. Dallas pagou sua própria passagem para a Inglaterra e, uma vez lá, candidatou-se mais uma vez ao RFC. Rejeitado novamente, ele recorreu ao Royal Naval Air Service (RNAS) e foi aceito, superando no vestibular outros 83 alunos. Ele foi comissionado como subtenente de voo e começou a treinar em Hendon em junho de 1915, obtendo a licença de piloto nº 1512 em 5 de agosto.